# Monasterio de San Pedro de Galligans
El monasterio de San Pedro de Galligans (en catalán: monestir de Sant Pere de Galligants) es una antigua abadía benedictina situada en la ciudad española de Gerona. Desde 1857 es la sede en Gerona del Museo de Arqueología de Cataluña.

## Historia

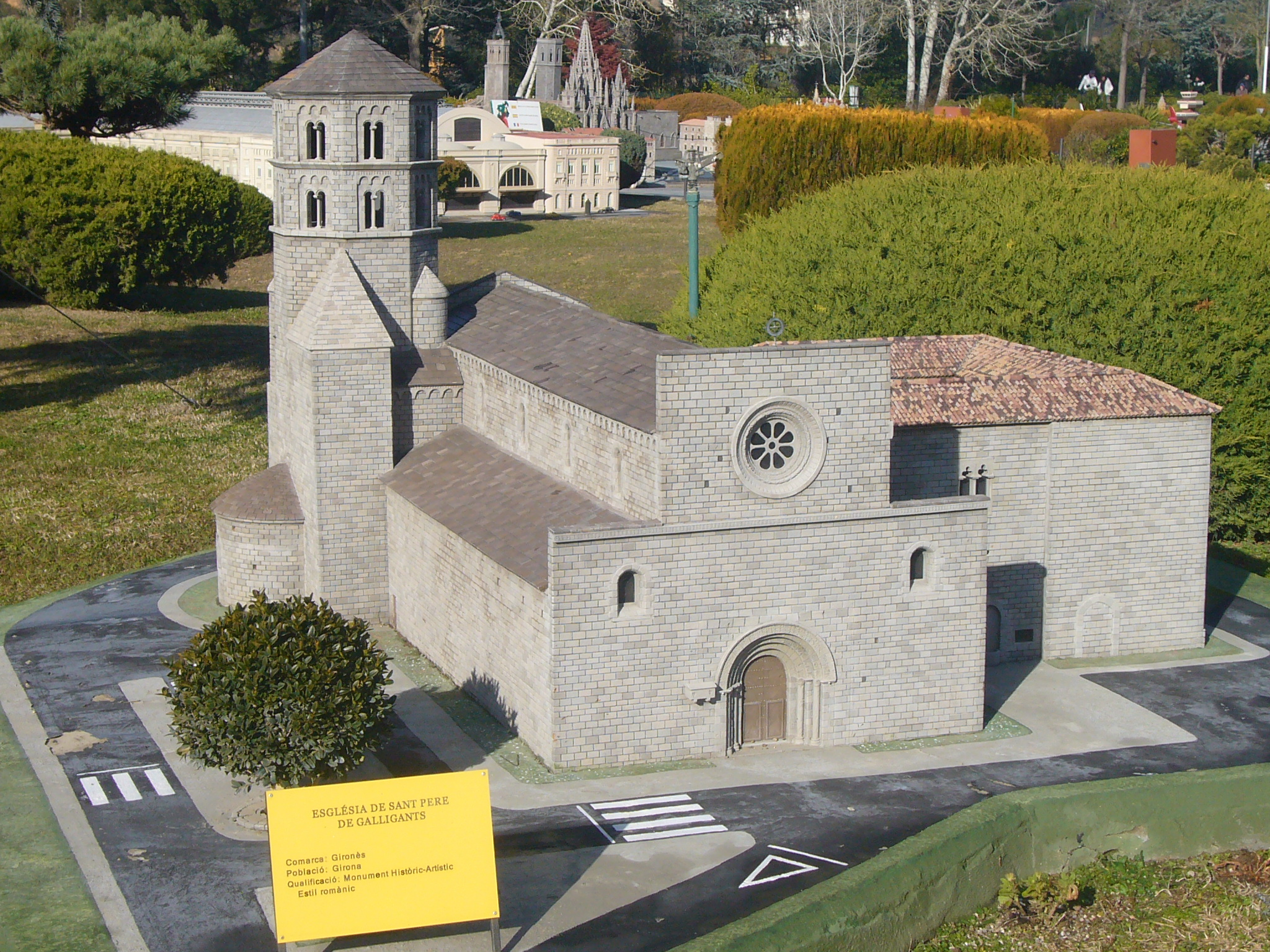
Maqueta del monasterio, en Cataluña en Miniatura

La construcción del monasterio se inició fuera de las murallas de Gerona cuando Ramón Borrell vendió (en 992) al abad el dominio sobre el barrio de Sant Pere. Al año siguiente, el cenobio recibió una importante donación del testamento del mismo conde. El control de los abades sobre el barrio finalizó en el 1339 cuando Pedro III recuperó los derechos reales.
En el año 1117, Ramón Berenguer III unió Sant Pere con el monasterio francés de La Grassa del Llenuadoc aunque siguió conservado abad propio. Aunque la unión continuó, un siglo más tarde era meramente nominal.
No fue nunca una gran abadía. La comunidad estaba compuesta por el abad, seis monjes y seis clérigos. Aunque era la parroquia del barrio de Sant Pere, la cercana iglesia de Sant Nicolás realizaba estas funciones. En Sant Pere únicamente tenían lugar los bautismos. 
A partir del siglo XV la actividad del monasterio empezó a decaer. En 1592 quedó unido a los monasterios de Sant Miquel de Cruïlles y el de Sant Miquel de Fluvià que también se encontraban en decadencia. La unión no sirvió para incrementar la actividad monástica en ninguno de los tres cenobios. Sant Pere contaba en 1835, fecha en la que se produjo su exclaustración, con un abad y cuatro monjes.

## Edificio

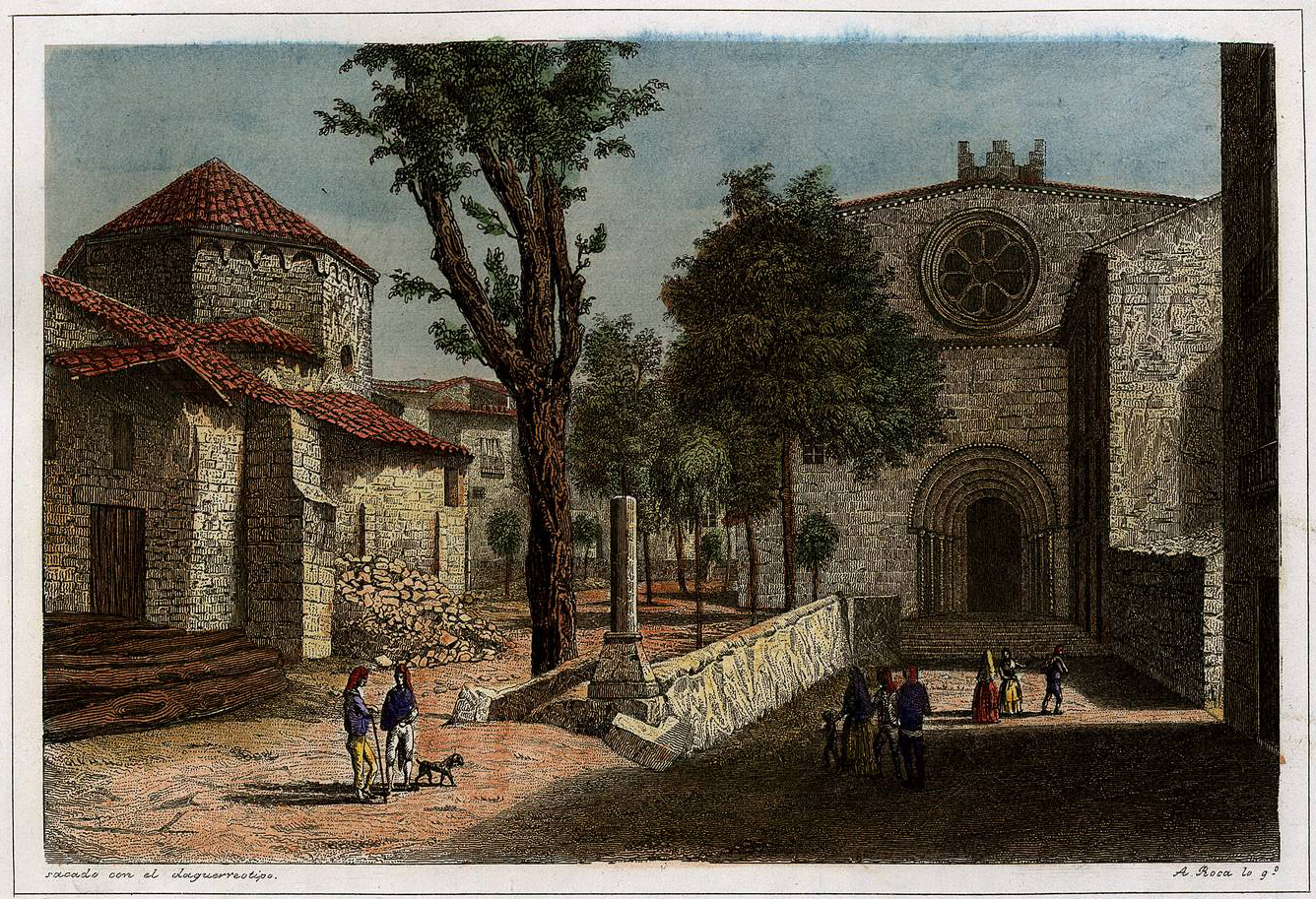
Vista del monasterio a mediados del siglo por Antonio Roca en España: obra pintoresca en láminas

Planta de iglesia y claustro

La iglesia que puede verse actualmente fue construida en 1130. Es un edificio de tres naves con crucero y cuatro ábsides, uno en la nave central, dos en la zona de la epístola y otro bajo la torre del campanario. La portalada es un tanto arcaica lo que hace pensar que corresponde a un edificio de construcción anterior. 

### Interior
En el interior del templo se encuentran una serie de columnas, adosadas a la nave central, rematadas con capiteles decorados con motivos vegetales. Las columnas sirven para sostener los arcos torales que sirven de refuerzo de la bóveda central. Los capiteles que rematan el arco triunfal del ábside central son mucho más elaborados lo que hace pensar que la iglesia fue construida por diferentes artistas entre los que se encontraría el maestro de Cabestany.

### Exterior

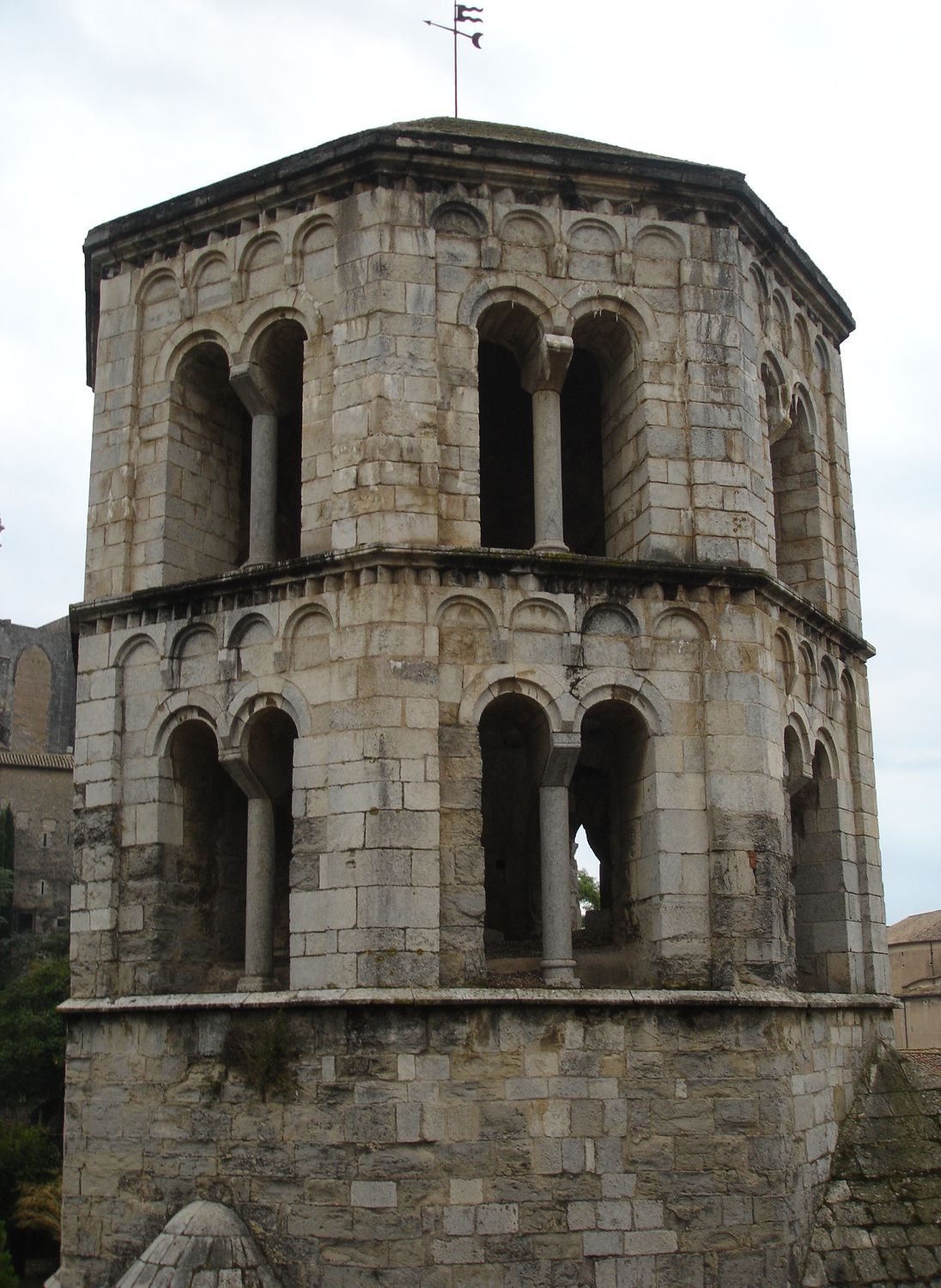
Campanario octogonal

El campanario es de forma octogonal y cuenta con dos pisos. El piso superior tiene ventanas dobles y está decorado con arcuaciones de estilo lombardo. En 1362, cuando el monasterio quedó dentro de los muros de la ciudad, la torre del campanario fue reformada para darle una función más defensiva.
En el exterior los ábsides son lisos con la abertura de una ventana central. En la fachada puede verse un gran rosetón formado por arcos radiales.

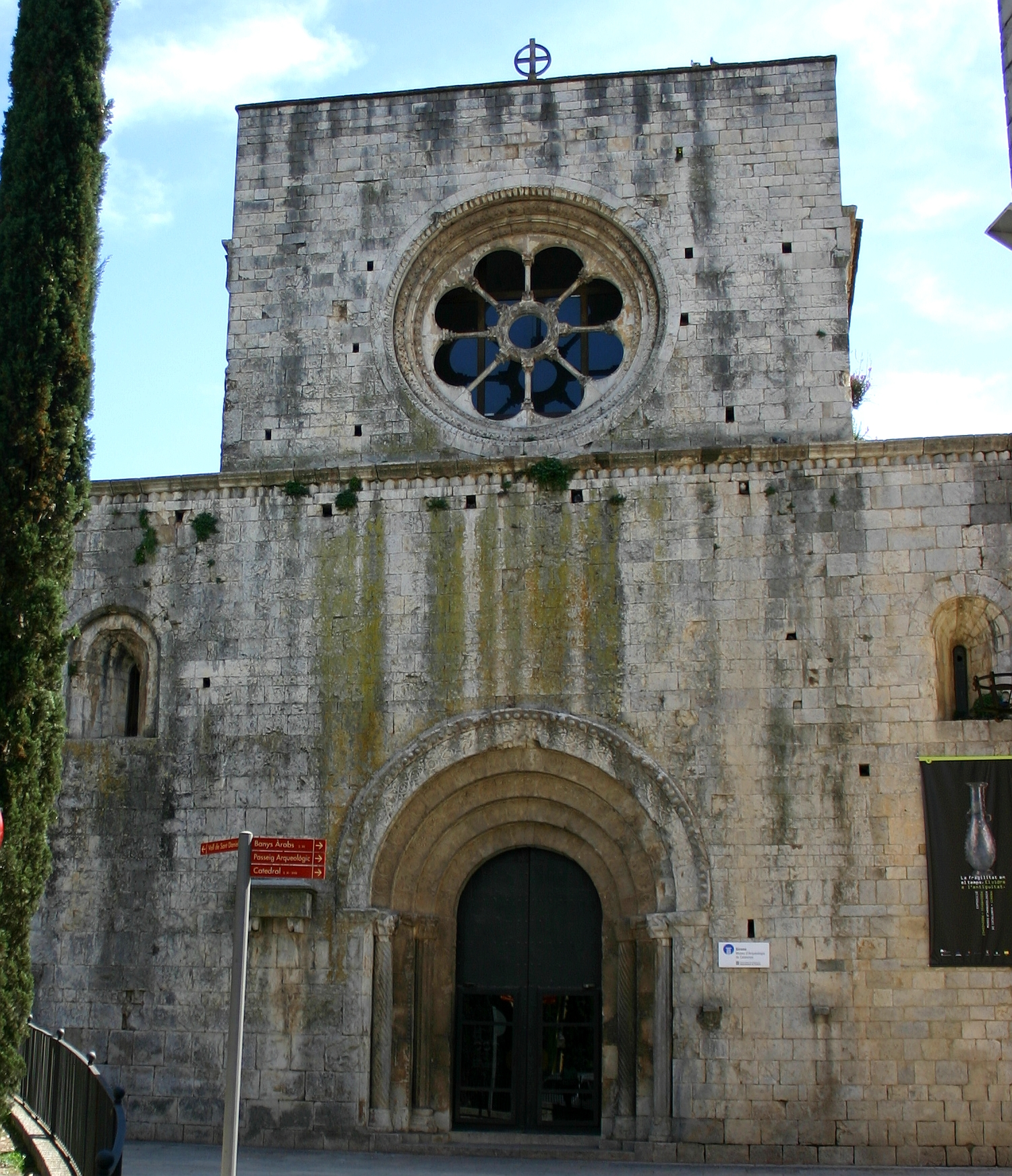
Rosetón y portada arcaizante

La portada principal está compuesta por arcos lisos sobre columnas estriadas. Parecen arcaizantes los capitales que muestran estilizaciones geométricas y zoomórficas.

### Claustro
El claustro es de pequeñas dimensiones aunque es una buena muestra del románico catalán. Se encuentra adosado en la parte del mediodía del templo. Mientras que la galería norte se construyó en 1154 el resto es de 1190. Los capiteles representan temas muy parecidos a los del claustro de Sant Cugat o a los de la catedral. En algunos pueden verse representadas escenas de la vida de Jesús mientras que otros tienen motivos iconográficos clásicos del románico como leones o sirenas.